# Gabe Vincent
Gabriel Nnamdi Vincent (Modesto, 1996. június 14. –) amerikai születésű nigériai válogatott kosárlabdázó, a Los Angeles Lakers játékosa a National Basketball Associationben (NBA).
Modesto városában született, egyetemen, a Santa Barbarai Kaliforniai Egyetem játékosa volt, végzős évében beválasztották a főcsoport második legjobb csapatába. A 2018-as NBA-drafton nem választotta ki egy csapat se, de a Sacramento Kings ettől függetlenül leszerződtette, ugyan csak egy pár napra. Két évig volt a Stockton Kings kosárlabdázója, majd ezt követően igazolta le a Miami Heat és egy szezont a Sioux Falls Skyforce játékosaként játszott. A 2023-as rájátszásban mutatott kiemelkedő teljesítményeinek következtében leszerződtette a Los Angeles Lakers.
A válogatottban képviselte Nigériát, a 2019-es világbajnokságon és a 2020-as olimpián is.

## Statisztika

### Egyetem
| Év        | Csapat                   | JM  | KM  | JP/M | MG%  | 3P%  | BD%  | LP/M | GP/M | L/M | B/M | P/M  |
| --------- | ------------------------ | --- | --- | ---- | ---- | ---- | ---- | ---- | ---- | --- | --- | ---- |
| 2014–2015 | UC Santa Barbara Gauchos | 28  | 21  | 26,2 | .424 | .416 | .660 | 2,1  | 2,1  | 0,9 | 0,1 | 10,1 |
| 2015–2016 | UC Santa Barbara Gauchos | 33  | 32  | 32,0 | .406 | .385 | .808 | 3,2  | 2,2  | 1,2 | 0,2 | 14,1 |
| 2016–2017 | UC Santa Barbara Gauchos | 20  | 18  | 32,0 | .355 | .329 | .762 | 3,7  | 2,4  | 0,8 | 0,1 | 14,8 |
| 2017–2018 | UC Santa Barbara Gauchos | 32  | 30  | 29,1 | .450 | .377 | .805 | 1,9  | 3,3  | 1,1 | 0,2 | 12,4 |
| Karrier   | Karrier                  | 113 | 101 | 29,7 | .409 | .376 | .769 | 2,7  | 2,5  | 1,0 | 0,2 | 12,8 |

### NBA

#### Alapszakasz
| Év        | Csapat             | JM  | KM | JP/M | MG%  | 3P%  | BD%  | LP/M | GP/M | L/M | B/M | P/M |
| --------- | ------------------ | --- | -- | ---- | ---- | ---- | ---- | ---- | ---- | --- | --- | --- |
| 2019–2020 | Miami Heat         | 9   | 0  | 9,2  | .216 | .222 | —    | 0,6  | 0,7  | 0,6 | 0,0 | 2,4 |
| 2020–2021 | Miami Heat         | 50  | 7  | 13,1 | .378 | .309 | .870 | 1,1  | 1,3  | 0,4 | 0,0 | 4,8 |
| 2021–2022 | Miami Heat         | 68  | 27 | 23,4 | .417 | .368 | .815 | 1,9  | 3,1  | 0,9 | 0,2 | 8,7 |
| 2022–2023 | Miami Heat         | 68  | 34 | 25,9 | .402 | .334 | .872 | 2,1  | 2,5  | 0,9 | 0,1 | 9,4 |
| 2023–2024 | Los Angeles Lakers | 11  | 0  | 19,8 | .306 | .107 | .500 | 0,8  | 1,9  | 0,8 | 0,0 | 3,1 |
| 2024–2025 | Los Angeles Lakers | 72  | 11 | 21,2 | .400 | .353 | .714 | 1,3  | 1,4  | 0,7 | 0,2 | 6,4 |
| Karrier   | Karrier            | 278 | 79 | 21,0 | .396 | .337 | .831 | 1,6  | 2,0  | 0,8 | 0,1 | 7,2 |

#### Rájátszás
| Év      | Csapat             | JM | KM | JP/M | MG%  | 3P%  | BD%  | LP/M | GP/M | L/M | B/M | P/M  |
| ------- | ------------------ | -- | -- | ---- | ---- | ---- | ---- | ---- | ---- | --- | --- | ---- |
| 2020    | Miami Heat         | 1  | 0  | 0,3  | —    | —    | —    | 0,0  | 0,0  | 0,0 | 0,0 | 0,0  |
| 2021    | Miami Heat         | 3  | 0  | 4,7  | .667 | .500 | —    | 0,3  | 0,7  | 0,0 | 0,0 | 1,7  |
| 2022    | Miami Heat         | 18 | 8  | 23,5 | .382 | .309 | .950 | 1,9  | 3,2  | 0,8 | 0,3 | 8,0  |
| 2023    | Miami Heat         | 22 | 22 | 30,5 | .402 | .378 | .882 | 1,4  | 3,5  | 0,9 | 0,2 | 12,7 |
| 2024    | Los Angeles Lakers | 5  | 0  | 13,8 | .250 | .143 | —    | 1,6  | 0,6  | 0,4 | 0,0 | 1,4  |
| 2025    | Los Angeles Lakers | 5  | 0  | 19,8 | .357 | .308 | —    | 1,0  | 1,0  | 0,2 | 0,4 | 2,8  |
| Karrier | Karrier            | 54 | 30 | 24,1 | .392 | .345 | .907 | 1,5  | 2,7  | 0,7 | 0,2 | 8,3  |